# Luca Tesconi
Luca Tesconi (Pietrasanta, 3 gennaio 1982) è un tiratore a segno italiano, vincitore della medaglia d'argento ai Giochi olimpici di Londra 2012.

## Palmarès

### Olimpiadi
- 1 medaglia:
  - 1 argento (pistola 10 metri aria compressa a  Londra 2012).

### Campionati europei
- 3 medaglie:
  - 1 bronzo (pistola 10 metri aria compressa a squadre a  Winterthur 2008).
  - 1 argento (pistola 10 metri aria compressa a squadre a  Mosca 2014).
  - 1 oro (pistola 10 metri aria compressa a squadre a  Hamar 2022).

### Giochi del Mediterraneo
- 2 medaglie:
  - 1 bronzo (pistola 10 metri aria compressa a  Orano 2022).
  - 1 bronzo (pistola 10 metri aria compressa Mix Team a  Orano 2022).

### Coppa del mondo
- 4 medaglie:
  - 1 argento individuale (pistola 10 metri aria compressa a  Changowon 2022).
  - 1 oro (pistola 10 metri aria compressa a squadre a  Changown 2022).
  - 1 argento (pistola 10 metri aria compressa a squadre a   Baku 2022).
  - 1 bronzo (pistola 10 metri aria compressa a squadre a  Cairo 2022).

### Campionati Italiani
- 4 medaglie d'oro
- 4 medaglie d'argento
- 4 medaglie di bronzo

## Altre attività
Da anni segue un percorso parallelo di fotografo d'arte. Il suo progetto fotografico "Non Luogo" viene esposto nel Marzo 2013 a Palazzo Panichi a Pietrasanta e nel Febbraio 2014 a Palazzo Medici Riccardi a Firenze.

## Onorificenze

Ordine al merito di Ufficiale della Repubblica Italiana.

Il 2 febbraio 2012 riceve la medaglia di bronzo al valore atletico.
Il 5 giugno 2013 riceve dal Presidente della Repubblica l'Onorificenza di Ufficiale.
Il 12 novembre 2013 riceve la medaglia d'oro al valore atletico.